# Johnstown (New York)
Johnstown is een plaats (city) in de Amerikaanse staat New York, en valt bestuurlijk gezien onder Fulton County.

## Demografie
Bij de volkstelling in 2000 werd het aantal inwoners vastgesteld op 8511.
In 2006 is het aantal inwoners door het United States Census Bureau geschat op 8502, een daling van 9 (-0,1%).

## Geboren
- Richard Russo (1949), schrijver

## Geografie
Volgens het United States Census Bureau beslaat de plaats een oppervlakte van
12,6 km², geheel bestaande uit land.

## Plaatsen in de nabije omgeving
De onderstaande figuur toont nabijgelegen plaatsen in een straal van 12 km rond Johnstown.